# Association aéronautique et astronautique de France
 (août 2013).
L'Association aéronautique et astronautique de France (AAAF, puis 3AF), reconnue d'utilité publique, est la société savante française, carrefour potentiel des compétences, dans les domaines de l'aéronautique et l'astronautique.

## Commissions techniques
Les commissions techniques de 3AF représentent l'un des éléments de base de l'association. Elles assurent trois grands types de mission : le recueil et la diffusion des informations scientifiques et techniques, l'étude de sujets spécifiques à caractère scientifique, technique ou technico-économique, et la reconnaissance des experts de la profession.
- Commission « Aviation d'affaires »
- Commission « Avionique »
- Commission « Bruit et émissions »
- Commission « Dirigeables »
- Commission « Observation de la Terre »
- Commission « Optronique »
- Commission « Transport spatial »
- Commission « Médecine »

### Commission «Aérodynamique»
La Commission « Aérodynamique » étudie l'aérodynamique sous tous ses aspects : aérodynamique théorique et expérimentale, appliquée, interne et externe, pour tous types d'applications aéronautiques (avions de transport et de combat, avions légers et planeurs, hélicoptères, missiles) et éventuellement non aéronautiques (automobiles, éoliennes, bâtiments).
La commission répartit son activité annuelle sur trois rendez-vous avec les membres de l'AAAF intéressés par l'aérodynamique. La dernière semaine de mars se tient le colloque annuel de la commission. Il est actuellement francophone et réunit entre 50 et 80 industriels et chercheurs. Il est basé sur 2 jours 1/2 de présentations et discussions et une demi-journée de visite technique. Il est remis à l'occasion de ce colloque la médaille de l'association aux meilleures présentations de l'année précédente.
Les actes de ces congrès sont disponibles au secrétariat de l'AAAF.
Le président de la commission est Eric Chaput.

### Commission «Stratégie et affaires internationales»
La commission des Affaires internationales est un lieu informel de rencontre et de concertation pour aborder des problèmes généraux ou harmoniser des actions avec des homologues étrangers impliqués dans le domaine aérospatial.
Des rencontres régulières permettent aux différents membres d'échanger des idées, de confronter des points de vue sur des questions d'intérêt général, de mettre en commun des expériences et de soutenir ainsi les partenaires de l'AAAF dans le métier de la coopération internationale.
Les missions de la commission sont les suivantes :
- être un forum de réflexion sur les questions à caractère international dans le domaine aéronautique et spatial ;
- servir de forum d'échanges pour les responsables des affaires internationales des sociétés membres de l'AAAF ;
- contribuer aux activités des autres commissions en leur apportant la dimension de coopération internationale ;
- travailler en concertation avec les autres associations membres de la CEAS et en particulier de l'Académie de l'air et de l'espace, et se coordonner pour l'organisation de manifestations ;
- être l'entité correspondante de toute association internationale et en particulier de l'AIAA aux États-Unis ;
- contribuer au rayonnement de l'AAAF à l'étranger et en particulier dans les pays francophones.

Le président de la commission est Bertrand de Montluc, retraité du CNES.

### Commission «Aviation légère et Machines Dérivées»
Le cadre de cette commission est l'Aviation légère, les avions, les planeurs et les ULM, dans leurs architectures, moteurs, équipements, procédés de fabrication spécifiques, professionnels et amateurs, environnement, normes et règlements, aspects économiques.
La commission étudie les problèmes et aspects scientifiques et technico-économiques, propres à l'aviation légère, pour en soutenir les développements et, au besoin, en promouvoir le renouveau. Elle assure les contacts avec les organisations spécialisées : DGAC, STPA,
ONERA, Fédération aéronautique internationale et RSA, et constructeurs. Elle informe et sensibilise les membres de l'AAAF et le public.
Le co-président de la commission est Patrick Gillieron

### Commission «Médecine»
La Commission réunit les disciplines que sont médecine aéronautique, médecine spatiale et biologie spatiale. Elle mène une réflexion en amont des activités/travaux des Groupes et Commissions Techniques EOS (Exploration et Observation Spatiale), Aviation Commerciale, Hélicoptères, Aviation Légère et Machines Dérivées. Elle est constituée de membres-experts dans leurs domaines ou simplement de membres intéressés par les activités qu'elle mène.
Le président de la Commission en 2019, 2020 et 2021 était Philippe Mairet. Cette Commission avait été relancée après plusieurs années de mise en sommeil.

### Commission «Décélérateurs aérodynamiques»
Le domaine de cette commission couvre tant l'aviation militaire (non classifié) que l'aviation civile et spatiale. Il englobe :
- les parachutes à personnel et matériels,
- les parachutes de sauvetage,
- les systèmes d'amortissement d'impact pour charges descendant sous parachutes,
- les systèmes de récupération (décélérateurs aérodynamiques, parachutes de descente et amortissement d'impact) pour drones, RPV, missiles, corps ou véhicules balistiques et engins de transport spatial.

La commission organise au sein de l'AAAF, une structure de rencontre, d'échange d'informations techniques et de valorisation du savoir en ce qui concerne les parachutes et les systèmes de récupération. Elle organise tout stage, conférence ou autre séminaire destinés à cette
propagation du savoir et à une large diffusion des réalisations techniques typiques et significatives. Elle constitue, sous l'égide de l'AAAF, un point focal de coopération sur ce thème avec les autres sociétés savantes européennes d'aéronautique et participe à toute action d'élaboration de standards ou tout autre document normatif de son domaine de compétence.
Cette structure est ouverte aux industriels du domaine : fournisseurs ou clients, aux centres de recherche, aux agences nationales ou internationales et aux établissements étatiques.
Cette Commission est en sommeil.

### Commission «Énergétique»
La commission Énergétique a pour objectif de :
- faire régulièrement le point sur les récents progrès, les développements et les applications des technologies de l’activité énergétique et procurer aux responsables de la communauté aéronautique et spatiale un lieu de rencontre et d'échanges d’informations ;
- faire régulièrement un tour d’horizon sur les différents aspects scientifiques et industriels des équipements propulsifs, gaz chauds et fluidiques et sur ses plus récentes avancées ;
- identifier les applications de cette filière particulière aux plates-formes spatiales militaires et aéronautiques de la prochaine génération ;
- fédérer des rencontres transversales dans les différents domaines de l’aéronautique de l'espace et de la défense mais aussi dans des domaines connexes (automobile, ferroviaire, naval) ;
- proposer des axes de réflexions en réalisant une synthèse périodique et la diffusion des informations auprès des différentes sociétés industrielles, des laboratoires de recherches et des organismes institutionnels : ESA, CNES, DGA, ONERA ;
- organiser et structurer la veille technologique et stratégique du domaine ;
- proposer des axes de recherche et de développement ;
- constituer sous l’égide de l'AAAF un point focal de coopération avec les autres sociétés savantes européennes : l’AIAA, le SAFE, l'AFME, le GTPS, le CNISF, etc. ;
- organiser des conférences, des congrès, des dîners débats périodiquement pour la propagation du savoir-faire ;
- promouvoir les disciplines auprès des grandes écoles et universités ;
- être un laboratoire d’idées, une force de proposition en particulier pour permettre de débattre des sauts technologiques en réfléchissant aux aspects de coûts et d'industrialisation.

La commission traite, pour les domaines de l’aéronautique de l’espace et de la défense :
- des disciplines scientifiques ayant trait au domaine de l'énergétique: mécanique des fluides, aérodynamique interne, écoulements réactifs, électromagnétisme ;
- des applications de l'énergétique au sein des équipements et des systèmes aéronautiques et spatiaux: micropulsion (gaz froid, gaz chaud, et hybride), fluidique, contrôle actif, contrôle commande des systèmes régulés.

Ces thèmes sont complétés par des réflexions plus générales sur la conception des équipements, en particulier :
- l’aérodynamique interne,
- la dynamique des fluides, d’électromagnétisme,
- la balistique intérieure des propergols,
- la tribologie,
- la dynamique des structures,
- les matériaux et des procédés de mise en œuvre, d’intégration, de contrôle et d’essai.

Cette commission s’adresse aux industriels maîtres d'œuvre, aux équipementiers, aux agences spatiales et militaires, aux universitaires, aux spécialistes des véhicules spatiaux, des engins, et des aéronefs.
La présidente de la commission est Hélène Blanchard.

### Commission «Essais»
Le cadre de la commission groupe tous les aspects des essais de vérification, validation liés à la conception de produits aéronautiques (avions de transport civil ou militaire, avions de combat, avions légers, hélicoptères, missiles).
La commission rassemble ceux qui s'intéressent aux essais : spécialistes, industriels, chercheurs, universitaires, étudiants, pour mieux se connaître. Elle crée un échange d'idées entre spécialistes d'horizons différents et un lieu de formation permanente des ingénieurs. Elle a pour mission de développer et de partager des études de nouvelles technologies et moyens d'essais pour faire des bons choix par échange d'expériences, d'exprimer des besoins communs et de mieux définir un cahier des charges, de diminuer et de partager le coût des études (Mise en commun d'une bibliothèque d'actes de conférences et de comptes rendus). Elle s'assure de la sécurité du personnel (sécurité aérienne et sécurité du personnel sol), de la fiabilité des essais, du transfert vers l'industrie. Elle établit une relation non-concurrentielle entre les équipementiers français :
- meilleure adaptation entre l'offre et la demande ;
- promotion des industriels français ;
- réponses communes à des appels d'offres (Europe, étranger, DGA) du transfert de technologies d'essais vers d'autres secteurs de l'industrie (automobile, chemin de fer notamment)

La commission sert d'interface entre industrie et université pour promouvoir l'enseignement des disciplines essais en Europe et en France en exprimant les besoins en formation initiale, en organisant la formation continue et des formations complémentaires.
Elle participe aux travaux des collectivités locales, des coopérations nationales (SEE-Club 17 et EPNER) et internationales (GST, RAeS, DGLR, AIDAA, IF, AIAA) ainsi qu'aux standards : Comité ETSC (en) "European Telemetry Standardization Committee" avec SEE, DGLR, et TSCC (USA).
Le président de la commission est Renaud Urli d'Airbus.

### Commission «Hélicoptères»
Le champ de la commission est les hélicoptères et convertibles.
La commission hélicoptères est avant tout un centre de contact et d'échanges entre membres de l'AAAF portant un intérêt particulier à la conception, la fabrication et l'utilisation d'aéronefs à voilure tournante.
En fonction des besoins, il est créé des groupes de travail qui étudient un sujet particulier, rédigent une note de prise de position ou un article de presse.
La commission organise des colloques ou symposium sur des sujets concernant les hélicoptères :
- colloque franco-allemand sur l'aérodynamique des hélicoptères, Paris, 1998
- European Rotorcraft Forum, Marseille, 1998.

Le président de la commission est Jamel Chergui, d'Airbus.

### Commission «Histoire»
L'histoire des techniques et des réalisations passées de l'aéronautique et de l'astronautique civile et militaire française ; tel est l'objet de la commission Histoire:
- mettre en valeur les techniques et les réalisations passées de l'aéronautique et de l'espace français ;
- mettre en valeur les hommes et les organismes qui ont fait l'histoire dans ce domaine ;
- développer la "culture historique" dans l'industrie aéronautique et spatiale française ;
- mieux faire connaître l'histoire aéronautique et spatiale française à l'étranger pour que la France y trouve la place qu'elle mérite ;
- préserver les documents et matériels donnés par les sociétés ou personnes ;
- organiser des conférences périodiques et des symposiums ;
- distinguer les personnes ayant joué un rôle significatif ;
- interviewer (audio / vidéo) les personnes partant en retraite ;
- assurer la liaison avec les autres associations de même finalité.

Le président de la commission est TBD.

### Commission «Information pour l'entreprise»
Le cadre de la commission Information pour l'entreprise est la documentation et toute l'information à caractère général (technique et non technique) du domaine aéronautique et spatial.
La commission a été créée en 1984 sur l'initiative d'Aerospatiale sous l'impulsion d'Oleg Lavroff et avec l'appui de la SNECMA par l'intermédiaire de Bernard Girault.
La commission a pour mission:
- d'établir entre ses différents membres des liens, des échanges ainsi que des coopérations au niveau national ou international profitables à toute la profession ;
- d'examiner toute mesure ou proposition utile aux intérêts communs des sociétés ;
- de mener des réflexions et d'élaborer des recommandations visant à organiser la mutation des systèmes informationnels de l'entreprise : méthodologie, outils, influence ;
- de permettre à chaque membre d'améliorer l'efficacité de son propre service ;
- d'organiser un Forum biennal pour promouvoir l'information et ses métiers.

Le président de la commission est TBD

### Commission «Matériaux»
La commission Matériaux a pour charge les matériaux, procédés et processus intervenant dans la fabrication, la réparation et l'entretien de structures, moteurs et équipements aéronautiques et spatiaux.
Ses objectifs sont :
- procurer aux responsables matériaux et procédés de la communauté aéronautique et spatiale française un lieu de rencontre, de discussion et d'échange d'informations sur les nouvelles opportunités techniques, les problèmes d'actualité et les orientations futures du domaine ;
- promouvoir les développements de l'industrie aéronautique et spatiale française et de ses fournisseurs de matériaux et technologies auprès de la communauté internationale ;
- échanger avec la communauté scientifique et technique sur les enjeux et opportunités des technologies innovantes à l'occasion de séances publiques ;
- représenter l'AAAF auprès des autres sociétés savantes dans le domaine des matériaux et procédés.

La présidente de la commission est Anne Denquin, de l'ONERA.

### Commission «Propriété intellectuelle»
La commission Propriété intellectuelle a pour cadre la propriété intellectuelle en général, et la propriété intellectuelle appliquée à l'industrie aéronautique ou spatiale en particulier.
La commission :
- assure les contacts nécessaires avec les organismes spécialisés en propriété intellectuelle ;
- identifie et étudie les problèmes de propriété intellectuelle de l'industrie spatiale française ou ceux relatifs aux relations internationales relevant de l'aérospatial ;
- sensibilise et informe les membres de l'AAAF sur les questions de propriété industrielle et propose des stratégies.

Le président de la commission était Jean-Marc Brunel.

### Commission «Propulsion»
La Commission « Propulsion » étudie l'ensemble des techniques de propulsion aéronautique ou spatiale, civile ou militaire : turboréacteurs et turbopropulseurs, turbines à gaz pour hélicoptères, statoréacteurs et superstatoréacteurs, propulsion à détonation pulsée, moteurs-fusées, propulsion plasmique, propulsion nucléaire, ainsi que tout autre mode non conventionnel.
La commission propulsion propose des conférences techniques données par des spécialistes du domaine retenu. Ces conférences sont annoncées par la lettre de l'AAAF et par des courriers adressés aux membres ayant manifesté leur intérêt pour la propulsion au moment de leur adhésion. Il est donné quatre ou cinq conférences par an.
Citons parmi ces dernières :
- La propulsion spatiale héliothermique
- la propulsion des drones, UAV, UCAV
- la micro-propulsion
- les émissions des avions et environnement.

Les membres de la Commission Propulsion participent activement à l'organisation de divers congrès nationaux ou internationaux. Les congrès européens sont souvent préparés sous l'égide de la CEAS (Confederation of European Aerospace Societies) : 6th International Symposium « Propulsion for Space Transportation of the XXI th Century », Congrès international AAAF « Which Technologies for Future Aircraft Noise Reduction », 9th CEAS European Propulsion Forum, « Virtual Engine, A challenge for Integrated Computer Modelling ».
Le Président de la commission est Michel Desaulty, ancien de Safran Aircraft Engines.

### Commission «Structures»
La commission Structures traite de la discipline "Mécanique des Structures", incluant la statique, la dynamique et les vibrations des structures dans leur environnement de service en linéaire et non linéaire pour les aspects locaux (résistance locale, comportement des liaisons et assemblages) et
les aspects globaux (comportement global de résistance).
L'environnement de service inclut les problématiques relatives aux structures couplées avec des fluides (aéroélasticité interne et externe, vibroacoustique) et le couplage avec des systèmes (contrôle actif des vibrations, etc.)
Les principaux thèmes du domaine sont la conception, l'analyse et la modélisation, le dimensionnement, les méthodes de prévision,
l'identification et le recalage des modèles de prévision et l'optimisation.
Le Président de la commission est Eric Deletombe, de l'ONERA.

### Commission «PAN/SIGMA»
La commission PAN a été créée en 2008 afin d'étudier les Phénomènes Aérospatiaux Non Identifiés (PAN), une partie essentielle du phénomène OVNI.

En juin 2009, elle est renommée commission SIGMA (SIGMA pour la "Somme des compétences en matière du paramètre extérieur").
Participants
Au 1er février 2009, la Commission comprend des personnalités scientifiques et militaires du plus haut niveau :
- Alain Boudier, diplômé de ESSEC 65, INSEAD 73. Il a occupé durant une grande partie de sa carrière des postes de direction dans l’industrie chimique et pharmaceutique tant en France qu’à l’étranger. En 1985, il rejoint la commission Défense du Club 89 et participe à la réalisation du dossier « Réflexions pour une politique de défense » remis au ministre de la Défense alors en poste, André Giraud. Membre de la 3AF depuis 1988, il initie, organise et donne une série de conférences sur les PAN au SGDN, à la DRM, à Taverny, à l’École militaire et à l’étranger entre 1993 et 2003. Il contribue activement avec la direction de VSD et Jean-Gabriel Greslé à l’élaboration du numéro spécial VSD publié en juillet 1998 : « OVNI, les preuves scientifiques ». Membre de l’association des Journalistes de la Défense (AJD), il anime depuis 1997, en tant que vice–président, la commission ESSEC Défense et Sécurité Economique ;
- Pierre Bescond, diplômé de l’École polytechnique 63, École de l'air, Supaéro 68. Ingénieur général de l’armement, il a occupé des postes à responsabilité au sein de nombreuses sociétés nationales et internationales, notamment au sein du Cnes, où il a été directeur du Centre spatial guyanais et de la sous-direction de l’Exploitation des systèmes opérationnels qui incluait le Groupe d'études des phénomènes aérospatiaux non identifiés (GEPAN). Successivement directeur des Programmes puis inspecteur Général du Cnes, il a aussi exercé le rôle de haut Fonctionnaire de Défense auprès du ministre chargé des questions spatiales. Membre du COMETA, membre du bureau national de la 3AF, il reste actif dans de nombreuses associations et organisations au titre de ses activités passées sur les questions spatiales, d’export, de qualité, de défense et de sécurité ;
- Jean-François Clervoy, diplômé de l’École Polytechnique, Supaéro, EPNER, astronaute depuis 1985, effectue trois missions à bord de la navette spatiale ;
- Khoa Dang-Tran, secrétaire de la commission, est diplômé de l'ENSEEIHT 68, docteur-ingénieur en mécanique des fluides, il a fait toute sa carrière à l’Onera, dans la recherche fondamentale en turbulence comme doctorant, ingénieur et chef de division d’aérodynamique théorique, puis à partir de 1996 dans le domaine du management comme chef du Service de l’Information scientifique et technique et des publications. Dans le domaine de la communication scientifique, il a coorganisé en 1997 avec la Cité des sciences de la Villette l’exposition « Les ingénieurs du ciel » consacrée au cinquantenaire de l’Onera et dirigé l’édition de deux livres : « Onera, 50 ans de recherches aéronautiques et spatiales » en 1997 et « De l’aérostation à l’aérospatial » en 2007, consacré à l’histoire du centre de l’Onera à Meudon. Rédacteur en chef adjoint de la revue scientifique internationale Aerospace Science and Technology jusqu'en 2006, il est rédacteur en chef de la Lettre 3AF depuis décembre 2003.

Président
- Alain Boudier, qui présente les études de sa commission lors d'une conférence à Cannes le 8 juin 2010[3].
- Luc Dini :
  - qui fait le point des activités de la commission le 1er octobre 2013, lors de sa prise de fonction, publié sur le site web 3AF[4].
  - qui publie un long article dans la Lettre 3af de début 2016[5]

Rapports d'activité
- Le 31 mai 2010, elle publie son premier rapport d'étape, remis le 2 décembre 2012 au président de la 3AF, M. Scheller, par M. Boudiermis, et rendu public[6]. On peut notamment y lire « Nous avons donc retenu, parmi quelques autres, mais seulement à titre d’hypothèse de travail, l’éventualité que la plupart des engins observés puisse avoir une origine non terrestre. »
- En juillet 2016, elle publie son rapport d'activité 2015[7].

## Groupes régionaux
Les groupes régionaux sont des émanations de l'association dans plusieurs régions françaises :
- 3AF-Béarn-Gascogne
- 3AF-Bordeaux-Aquitaine
- 3AF Bourgogne
- 3AF Centre-Val de Loire
- 3AF Grand Est
- 3AF-Kourou-Guyane française
- 3AF-Languedoc-Roussillon

Le Président du Groupe Languedoc-Roussillon de la 3AF était Jean-Pierre Dedieu.
- 3AF-Marseille-Provence
- 3AF-Bretagne - Pays de la Loire
- 3AF-Normandie
- 3AF-Poitiers-Centre Atlantique
- 3AF-Rhône-Alpes
- 3AF-Strasbourg-Alsace
- 3AF-Toulouse-Midi-Pyrénées

La Présidente du Groupe Midi-Pyrénées de la 3AF est Sandrine Basa-Rolland.

### 3AF-Côte d’Azur
Le Groupe régional Côte d'Azur a été créé le 10 juillet 1991 par le spationaute français Patrick Baudry, Philippe Delache (directeur de l'Observatoire de la Côte d'Azur) et Guy Lebègue (responsable de la communication de l'établissement de Cannes d'Aerospatiale). Il est centré sur les activités spatiales du Centre spatial de Cannes - Mandelieu et diverses activités aéronautiques de la région : l'aéroport de Cannes - Mandelieu, l'aéroport de Nice-Côte d'Azur, etc.

#### Dirigeants successifs

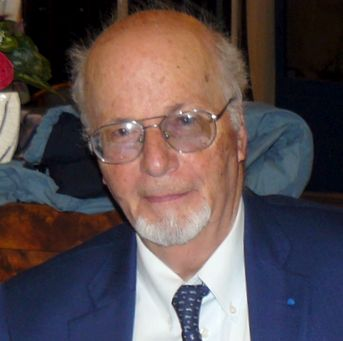
Jean-Jacques Dechezelles en 2015

| Date d'entrée en fonction | Nom                      | Fonction                                                                                  |
| ------------------------- | ------------------------ | ----------------------------------------------------------------------------------------- |
| 10 juillet 1991           | Jean Zieger              | Directeur de l'établissement de Cannes d'Aerospatiale                                     |
| 11 mars 2003              | Maurice Caillé           | PDG du groupe Soditech                                                                    |
| 20 mars 2007              | Jean-Jacques Dechezelles | Ingénieur, CR, ancien directeur de Satellites, sciences et observation chez Alcatel Space |

#### Conférences

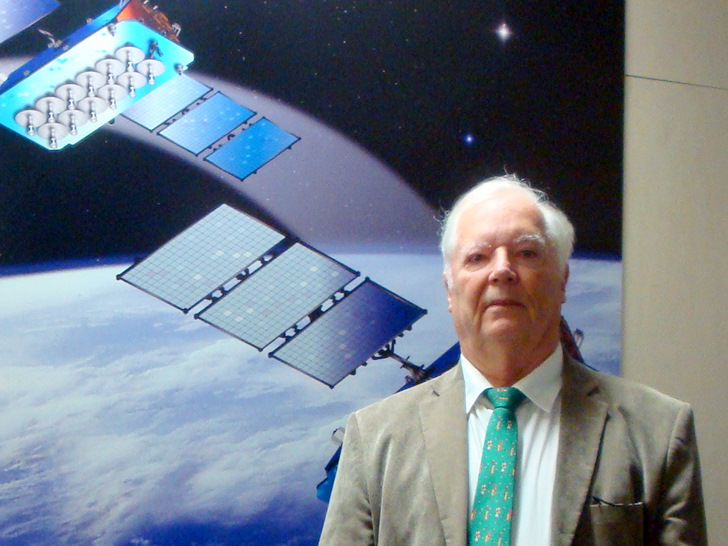
Guy Lebègue à l'issue de sa conférence sur Spacebus

Le Groupe organise, quasiment chaque mois, une conférence sur un sujet proche du domaine aéronautique et spatial. Ouverte au Grand public, elle fait l'objet d'annonces dans la presse locale, dont Nice-Matin et le blog 3AF Côte d'Azur.

La liste exhaustive est publiée dans le site CASPWiki
Certaines font l'objet de reportages sur Nice-Matin.

#### La Lettre du Groupe Côte d'Azur
Lettre d'information à usage des membres, sur une base quasi-mensuelle, diffusée à l'extérieur, relatant en particulier les conférences.

#### Blog
Le blog diffuse l'information sur les conférences à venir, puis éventuellement sur les comptes rendus écrits.

## Grades et Prix
Un système de Grades et Prix récompense les personnalités de l'aéronautique et de l'astronautique.

### Grades
Un système de grades 3AF a été créé au printemps 2000 afin de récompenser les membres titulaires qui sont reconnus par leurs travaux dans les domaines d’expertise intéressant l’Association.
Ce système comporte deux niveaux: membre Senior 3AF et membre Emérite 3AF respectivement équivalent aux grades d’Associate-Fellow et de Fellow des associations anglo-saxonnes.
Le grade de Senior récompense un parcours professionnel remarquable d’au moins dix ans d’expérience et justifiés par des travaux et des publications qui font autorité dans la spécialité.
Membre Emérite 3AF: l’Eméritat est la plus haute distinction conférée par la 3AF. Il est décerné aux membres ayant obtenu le grade de membre Senior depuis au moins cinq ans. Il récompense les personnalités qui ont acquis une réputation reconnue par leurs pairs dans un domaine d’excellence.
Les deux niveaux de grade décrits ci-dessus sont reconnus au niveau européen par le CEAS (Council of the European Aerospace Societies) donnant ainsi une dimension internationale aux grades ainsi décernés.

### Prix
Depuis 1973, la 3AF décerne chaque année des prix destinés à reconnaître les mérites des membres dont les travaux ont valorisé les domaines de l’Aéronautique et de l’Espace. En 1989, la 3AF a créé également le grand prix spécial, décerné lors des occasions exceptionnelles ainsi que le prix Réussite en 1997.
Le grand prix spécial et le grand prix sont destinés à récompenser un parcours professionnel remarquable. Ils sont attribués à des personnalités françaises ou étrangères ayant favorisé ou ayant contribué par leur rayonnement, au développement dans l’un des deux domaines aéronautique ou spatial.
Les prix de l’Aéronautique et de l’Astronautique sont décernés à des personnalités françaises qui se sont particulièrement distinguées par leurs travaux dans ces deux mêmes domaines.
Le prix des Jeunes récompense un jeune scientifique de moins de trente ans qui s’est distingué par la qualité et l’originalité de ses travaux ou par l’esprit d’entreprise dont il a fait preuve dans son début de carrière.
Le prix Réussite est destiné à récompenser une équipe qui s’est illustrée en menant à bien un projet d’envergure dont le retentissement technique ou scientifique sert la cause des domaines aéronautique et spatial.
Le prix Albert-Ducrocq a été décerné en 2002 et 2003 par la 3AF dans le but de rendre un hommage au chroniqueur de l’espace.
Liste des récompensés du grand prix spécial
- 1989 : Jean-Loup Chrétien
- 1994 : Gilbert Defer
- 1995 : Paul Andreu
- 1996 : Charles Bigot
- 1997 : Jean Pierson
- 1998 : Bertrand Daugny
- 1999 : Jean-Luc Lagardère
- 2000 : Jean-Paul Bechat
- 2001 : Alain Bensoussan
- 2002 : Serge Dassault
- 2003 : Jean-Cyril Spinetta
- 2006 : Marc Ventre
- 2007 : François Auque
- 2017 : Sandy Magnus et Thomas Pesquet

## Publications

### Actes des colloques AAAF
L'association publie les actes des colloques qu'elle organise.

### La Lettre 3AF
Revue bimestrielle,  (ISSN 1767-0675)
La lettre 3AF est une lettre électronique, diffusée largement au sein de la communauté de l'Aéronautique et de l'Espace (ingénieurs, chercheurs, étudiants...) et dont certains articles sont réservés aux membres de 3AF.
Une version de type magazine, imprimée, est également éditée.
Elle comporte un édito, des dossiers et articles technologiques, des interviews de personnalités du domaine Aérospatial, des opinions et articles culturels.